# Österreichischer Kleinkunstpreis
Der Österreichische Kleinkunstpreis wird in den Kategorien "Hauptpreis" und "Förderpreis" verliehen und ist mit jeweils 7.500 Euro dotiert. Von 1986 bis 1988 fand die Preisverleihung jährlich statt, ab 1988 nur noch alle 2 Jahre.
Nachdem der Kleinkunstpreis 1994 eingestellt worden war, fand sich 2004 mit Premiere Austria ein neuer Sponsor, so dass mit ihm nach 10 Jahren Pause wieder Künstler ausgezeichnet werden können.

## Preisträger

### 2004
- Hauptpreis: Steinhauer & Henning
- Förderpreis: Haipl & Puntigam

### 1994
- Hauptpreis: Roland Düringer für "Hinterholzacht"
- Förderpreis:

### 1992
- Hauptpreis: Josef Hader / Alfred Dorfer für  "Indien"
- Förderpreis:

### 1990
- Hauptpreis: Peter Honegger alias Crouton
- Förderpreis:

### 1988
- Hauptpreis: Sigi Zimmerschied, Mathias Richling
- Förderpreis: Guglhupfa

### 1987
- Hauptpreis: Andreas Vitásek
- Förderpreis: Chin & Chilla

### 1986
- Hauptpreis: Erwin Steinhauer / Arthur Lauber
- Förderpreis: Josef Hader